# Кубицкий, Александр Владиславович
Алекса́ндр Владисла́вович Куби́цкий (4 октября 1880, Рязань — 13 января 1937, Москва) — историк философии, переводчик, профессор МГУ.

## Биография
До 1911 года — приват-доцент Московского университета.
После подачи в отставку по политическим мотивам 3 февраля 1911 года преподавал на Высших Женских курсах и в Университете им. А. Л. Шанявского. Читал курсы истории древней и новой философии, вел семинары
- «Теоретическая философия Канта»,
- «Европейский рационализм (Декарт, Мальбранш, Спиноза)»,
- «Философия Канта и Фихте»,
- «Немецкий идеализм начала XIX в. (Шеллинг и Гегель)».

По воспоминаниям И. А. Ильина, являлся членом партии эсеров, после революции 1917 года примкнул к большевикам.
Профессор кафедры философии историко-филологического факультета Московского университета (1919–1921). 
Член организационного коллектива по созданию на физико-математическом факультете отделения химии (1921). Член Правления (1921–1925), проректор по хозяйственной части (1925). Член Комиссии по передаче Музея изящных искусств Московским университетом в ведение музейного отдела Главнауки НКП (1923).
Профессор кафедры философии факультета общественных наук (1921–1925). Действительный член НИИ научной философии при факультете общественных наук (1921–1925). В конце 20-х годов состоял действительным членом Института философии Коммунистической академии.
С марта 1924 года — заведующий секцией истории философии Института научной философии РАНИОН.
В составе делегации Совета МГУ встречался с Председателем СНК СССР А. И. Рыковым по поводу крайне тяжёлого финансово-хозяйственного положения университета (1925).
Профессор кафедры исторического материализма этнологического факультета МГУ (1925–1930), где вел практические занятия по теме «Источники и методы истории философии как науки».  
Являлся действительным членом Психологического общества при Московском университете.
Председатель комиссии древних языков кафедры истории древнего мира исторического факультета (1934–1937). 
В конце 30-х годов работал в МИФЛИ.

## Переводческая деятельность
Кубицкий перевел на русский язык «Метафизику» Аристотеля (перевод опубликован в 1934).
Им также переведены «Категории» Аристотеля (1937—1939).

## Сочинения
- Учение Плотина о мысли и бытии // Вопросы философии и психологии. — 1909. — Кн. 98.
- Фихте в иенский период // Там же. — 1914. — Кн. 122.
- Что такое «Метафизика» Аристотеля? // Аристотель. «Метафизика». — М.—Л., 1934.
- «Категории» Аристотеля и «Введение» Порфирия // Труды Московского института истории, философии и литературы. — Т.1. — Философский факультет. — М., 1937.